# Zenodoros (Bildhauer und Toreut)
Zenodoros (altgriechisch Ζηνόδωρος) war ein Erzgießer und Toreut in der frühen römischen Kaiserzeit. Nach seinem griechischen Namen wird vermutet, er könne aus dem griechischen Bereich gestammt haben. Er ist vor allem als Schöpfer des Koloss des Nero in Rom bekannt.
Von den Werken des Zenodoros ist heute nichts mehr erhalten, sie sind nur aus der Nennung in der Naturalis historia „(Naturgeschichte)“ des Plinius bekannt.

„45 verem amplitudinem statuarum eius generis vicit aetate nostra Zenodorus Mercurio facto in civitate Galliae Arvernis per annos decem, HS CCCC manipretii, postquam satis artem ibi adprobaverat, Romam accitus a Nerone, ubi destinatum illius principis simulacro colossum fecit CXIXS pedum in longitudinem, qui dicatus Soli venerationi est damnatis sceleribus illius principis. 46 mirabamur in officina non modo ex argilla similitudinem insignem, velut et de parvis admodum surculis quod primum operis instaurati fuit. ea statua indicavit interisse fundendi aeris scientiam, cum et Nero largiri aurum argentumque paratus esset et Zenodorus scientia fingendi caelandique nulli veterum postponeretur. 47 statuam Arvernorum cum faceret provinciae Dubio Avito praesidente, duo pocula Calamidis manu caelata, quae Cassio Salano avunculo eius, praeceptori suo, Germanicus Caesar adamata donaverat, aemulatus est, ut vix ulla differentia esset artis. quanto maior Zenodoro praestantia fuit, tanto magis deprehenditur aeris obliteratio.“

Das erste bekannte Werk des Zenodoros ist eine bronzene Kolossalstatue des Gottes Merkur, die die gallischen Arverner bei ihm in Auftrag gaben. Für die Arbeit, für die er mit 40 Millionen Sesterzen entlohnt wurde, benötigte er zehn Jahre. Da Plinius überliefert, dass er diese zu der Zeit fertigte, als Lucius Duvius Avitus in Gallia Aquitania legatus Augusti pro praetore war, kann diese Zeit um 54/55 angesetzt werden. Der genaue Standort ist nicht bekannt, möglicherweise stand die Statue im Merkurheiligtum auf dem Puy de Dôme, ebenso wenig das genaue Aussehen. In der Forschung gibt es eine Tendenz, nach der Merkur stand, eine weitere, nach der er saß.
Während der Zeit, als er die Merkurstatue für die Arverner fertigte, schuf er auch Kopien (aemulatus est) nach zwei Trinkbechern (pocula) des Kalamis. Die Originale habe Cassius Salanus, Onkel des Lucius Duvius Avitus, von seinem Schüler Germanicus Caesar als Geschenk erhalten.
Der nach der Schaffung der Merkurstatue berühmte Zenodoros wurde von Nero nach Rom gerufen und vom Kaiser mit der Schaffung der größten Kolossalstatue der Antike, noch vor dem Koloss von Rhodos, dem Koloss des Nero, beauftragt. Bei der 119 oder 120 Fuß (etwa 35 m) hohen Statue sollte es sich um ein Bildnis des Sonnengottes Sol handeln, dessen geplanter Standort das Vestibül des Goldenen Hauses war. Plinius hatte Zenodoros in dessen Werkstatt besucht und hatte dort sowohl ein Modell aus Ton, als auch ein Modell des Innengerüstes gesehen. Obwohl Zenodoros nach Plinius keine Kenntnis mehr von den Bronzegusstechniken der berühmten griechischen Erzgießer hatte, bezeichnete er ihn als letzten großen Erzgießer. Es ist nicht klar, ob die Statue vor dem Tod des Nero fertig gestellt wurde. Im Jahr 75 wurde die Statue unter Vespasian zur Via Sacra auf das Forum Romanum gebracht und dem Sol geweiht. 121 beauftragte Hadrian den Architekten Decrianus mit der Versetzung der Statue vor das Flavische Amphitheater. Nach der Statue erhielt es später den Namen „Kolosseum“.
Erst im 19. Jahrhundert waren Menschen technisch wieder in der Lage, Bronzestatuen dieses Ausmaßes zu schaffen.